# シャーリー半田
シャーリー半田（シャーリーはんだ）は、岡山県岡山市出身のスポーツDJ。男性。
活動分野はモータースポーツと自転車競技が中心で、鈴鹿サーキットや岡山国際サーキットなどでのレース実況を担当。他にサッカーのスタジアムDJも務めている。

## 出演
- 全日本F3選手権総集編（J SPORTS） - ナレーション担当
- OH! Cafe STYLE（岡山放送） - メイン司会[3]
- OKAYAMA WAKIN' RADIO（Radio MOMO） - DJ（2011年9月まで）[4]
- 夕方ワイド くらもん（エフエムくらしき） - 火曜担当（2012年4月から）[5]